# La elección de Amy
La elección de Amy (Amy's Choice) es el séptimo episodio de la quinta temporada moderna de la serie británica de ciencia ficción Doctor Who, emitido originalmente el 15 de mayo de 2010.

## Argumento
El Undécimo Doctor (Matt Smith), Amy Pond (Karen Gillian) y Rory Williams (Arthur Darvill) se encuentras fluctuando entre dos realidades. Cuando escuchan un sonido de pájaros, caen dormidos en una realidad y despiertan en la otra, y así sucesivamente. En la primera realidad, Amy y Rory hace cinco años que dejaron de viajar con el Doctor, están felizmente casados, y Amy está embarazada de muchos meses. Viven en el pueblo de Leadworth, el cual  está bajo asedio de los Eknodines, una raza alienígena que se han disfrazado como los ancianos del pueblo. Los Eknodines pueden convertir a cualquiera en polvo escupiéndoles un líquido corrosivo. En la otra realidad, están atrapados dentro de la TARDIS sin energía que se dirige a la deriva hacia una estrella fría que les matará. Durante una de sus experiencias en la realidad de la TARDIS, sale a su encuentro el "Señor del Sueño" (Toby Jones), una aparición que les dice que ha creado una realidad onírica y que la otra es real. Los tres deben elegir cuál es el sueño y matarse en esa realidad para despertar permanentemente en la otra. Sin embargo, si eligen mal, morirán en ambas realidades.
El Señor del Sueño deja a Amy despierta en la TARDIS mientras el Doctor y Rory se duermen y vuelven a la realidad de Leadworth. El Señor del Sueño cuestiona a quién elegiría entre Rory y el Doctor. Le dice que debe escoger entre los mundos, uno lleva a un feliz matrimonio con Rory, mientras el otro lleva a las aventuras y emociones con el Doctor. Amy regresa a Leadworth y se reúne con Rory en la defensa de su casa de los Eknodines, mientras el Doctor intenta rescatar a los lugareños en una caravana. Cuando Amy piensa que va a dar a luz, un Eknodine echa veneno a Rory y le convierte en polvo. Amy decide que va a arriesgar su propia vida por la oportunidad de ver a Rory otra vez y decide que la realidad de Leadworth es la falsa. Amy y el Doctor conducen la caravana contra la casa, matándose los dos. Los tres despiertan en la TARDIS, donde el Señor del Sueño les felicita y reactiva la TARDIS. Después de que se marche, Amy y Rory se sorprenden cuando el Doctor activa la autodestrucción de la TARDIS, matándolos a todos.
Los tres vuelven a despertar otra vez en la TARDIS, ya fuera de peligro. El Doctor se había dado cuenta de que las dos realidades eran falsas porque el Señor del Sueño tenía poder en ambas, y era una manifestación de su propio lado oscuro. Los tres habían sido víctimas del influjo de un polen psíquico que había caído en el rotor temporal de la TARDIS y al calentarse había creado al Señor del Sueño y las falsas realidades. Rory acaba dándose cuenta de que Amy se mató en Leadworth por amor a él, y los dos se confiesan su amor el uno al otro, mientras el Doctor en privado se preocupa ante la posible reaparición del Señor del Sueño en su futuro.

### Continuidad
El Señor del Sueño describe al Doctor sarcásticamente como "La tormenta que viene", un nombre que le pusieron los Daleks por primera vez en la serie en El momento de la despedida. También le dice al Doctor, "¡Apuesto que eres vegetariano!". En The Two Doctors, el Sexto Doctor anunció que Peri Brown y él serían vegetarianos a partir de ese momento.

## Producción
El autor de La elección de Amy fue Simon Nye, conocido por escribir la sitcom Men Behaving Badly. Nye asistió a las lecturas de los episodios anteriores para capturar el personaje y la "voz" del Doctor y Amy. Admitió que se contuvo a sí mismo en el cambio de la comedia a la ciencia ficción, pero dijo que fue "divertido" y "ampliamente liberador". El show runner Steven Moffat originalmente le dio a Nye la premisa del episodio para que encajara en el arco de la serie, que era poner a prueba la relación entre Amy y el Doctor. Nye dice que la escena de la "muerte" de Rory es esencialmente cuando Amy se da cuenta de sus sentimientos hacia Rory. Nye quería probar que Amy realmente amaba a Rory, y que él no era "simplemente un noviete o un prometido".
Moffat sugirió a Nye la idea de la separación de sueños, quien también se influyó por sus propios sueños y por el hecho de preguntarse a veces si eran reales. Nye creía que el mundo de los sueños encajaba con otros universos paralelos dentro de Doctor Who. Moffat también le dijo a Nye que incluyera un monstruo, y Nye escogió que los ancianos estuvieran poseídos por los Eknodine, reflejando su propio miedo infantil hacia los ancianos, pero dejando claro que no pretendía que los niños se asustaran de sus abuelos.